# سه روز و یک زندگی
سه روز و زندگی (فرانسوی: Trois jours et une vie) یک فیلم سینمایی فرانسوی در ژانر درام روانی و فیلم نوآر ، سینمای فرانسه به کارگردانی نیکلاس بوخریف ،محصول سال ۲۰۱۹ میلادی است. این فیلم اقتباسی از رمان ناشناس اثر پیر لومتر  میباشد. 

## تولید
پیر لومتر اقتباسی از رمان خود را نوشت و آن را  برای کارگردان نیکلاس بوخریف پیشنهاد کرد. فیلمبرداری در منطقه آردنس انجام شده است. 

## یادداشت ها و منابع
1. ↑  Pascal (25 juillet 2019). "Bande-annonce du film Trois jours et une vie, avec Sandrine Bonnaire". leblogtvnews.com (به فرانسوی). Retrieved 2019-07-25. {{cite journal}}: Check date values in: |date= (help)
2. ↑  "«Trois jours et une vie» : Pierre Lemaître et Nicolas Boukhrief ont travaillé «main dans la main»". leparisien.fr (به فرانسوی). 2019-09-18.
3. ↑  "Trois jours et une vie, du tournage à Olloy à la projection à Nismes". Vlan.be (به فرانسوی).